# الدار سیویچ
الدار سیویچ (انگلیسی: Eldar Ćivić؛ زادهٔ ۲۸ مهٔ ۱۹۹۶) بازیکن فوتبال اهل بوسنی و هرزگوین است که در پست دفاع چپبازی می‌کند.
از باشگاه‌هایی که در آن بازی کرده‌است می‌توان به باشگاه فوتبال اسپارتاک ترناوا و اسپارتا پراگ اشاره کرد.
وی همچنین در تیم ملی فوتبال بوسنی و هرزگوین بازی کرده‌است.